# Bernie Fagan
Bernie Fagan, all'anagrafe Bernard Fagan (Sunderland, 29 gennaio 1949 – Portland, 30 dicembre 2023) è stato un allenatore di calcio e calciatore inglese, di ruolo difensore.

## Carriera

### Giocatore
Dopo aver giocato nelle giovanili del Sunderland, club della sua città natale, esordisce tra i professionisti nella stagione 1969-1970, all'età di 20 anni, giocando 6 partite nella quarta divisione inglese con il Northampton Town; a fine stagione si trasferisce ai semiprofessionisti dello Scarborough, con cui gioca per quattro stagioni consecutive in Northern Premier League (all'epoca una delle principali leghe calcistiche inglesi al di fuori della Football League, verso i cui campionati non esisteva un formale meccanismo di promozioni e retrocessioni), vincendo tra l'altro anche un FA Trophy nella stagione 1972-1973.
Nel 1974 si trasferisce negli Stati Uniti d'America per giocare con gli appena fondati Seattle Sounders nella NASL; nel 1975, dopo complessive 16 partite nel club, viene ceduto a stagione in corso ai L.A. Aztecs, dove rimane fino al 1977 mettendo a segno 2 reti (peraltro le sue prime in carriera tra i professionisti) in 46 presenze. Sempre nel 1977 gioca poi per un periodo con gli L.A. Skyhawks nella American Soccer League, lega nella quale milita in seguito anche con i Southern California Lazers. Dopo un biennio nel calcio indoor con i Detroit Lightning, dal 1980 al 1982, anno del suo ritiro, gioca infine ulteriori 31 partite nella NASL con i Portland Timbers.

### Allenatore
Dal 1985 al 1988 ha allenato i Portland Timbers.

## Palmarès

### Giocatore

#### Competizioni nazionali
- FA Trophy: 1

Scarborough: 1972-1973